# Горемыкин, Виктор Петрович
Ви́ктор Петро́вич Горемы́кин (род. 4 февраля 1959, Московская область) — российский военачальник. Заместитель министра обороны Российской Федерации — начальник Главного военно-политического управления Вооружённых сил Российской Федерации с 28 июля 2022 года, генерал армии (2024). Заслуженный военный специалист Российской Федерации.
Из-за вторжения России на Украину находится под международными санкциями всех стран Евросоюза, США, Японии и Швейцарии

## Биография
Родился 4 февраля 1959 года в селе Кормовое (Серебряно-Прудский район, Московская область).
В 1980 году окончил Челябинское высшее танковое командное училище. По окончании училища проходил службу в Вооружённых силах СССР, затем — в Вооружённых силах Российской Федерации.
В 1994 году окончил Академию Федеральной службы контрразведки Российской Федерации, а в 2001 году — Российскую академию государственной службы при Президенте Российской Федерации.
С 2000 года проходил службу в Главном управлении кадров Министерства обороны Российской Федерации.
В апреле 2009 года был назначен на должность начальника Главного управления кадров Министерства обороны Российской Федерации.
Член редакционной коллегии журнала «Военная мысль».
Указом Президента Российской Федерации от 31 августа 2012 года № 1240 присвоено воинское звание генерал-полковник.
28 июля 2022 года назначен заместителем министра обороны Российской Федерации — начальником Главного военно-политического управления Вооружённых сил Российской Федерации.
Указом Президента Российской Федерации от 9 декабря 2024 года № 1060 присвоено очередное воинское звание генерал армии.

## Награды
- Орден «За заслуги перед Отечеством» III степени
- Орден «За заслуги перед Отечеством» IV степени
- Орден Александра Невского (2016)
- 2 Ордена Мужества
- Орден Дружбы
- Заслуженный военный специалист Российской Федерации
- Медали СССР
- Медали РФ